# Szugaja Riszako
Szugaja Riszako (菅谷 梨沙子; Kanagava prefektúra, 1994. április 4. –) japán énekesnő és színésznő. A Hello! Project Kids és a Berryz Kobo lánycsapat egyik főénekese volt.

## Élete
2002-ben csatlakozott a Hello! Projecthez a Hello! Project Kids révén. Szerept kapott a „Minimoni the movie Okashi na daibouken” című filmben, mint 4KIDS tag. Egy évvel később a „Hotaru no Hoshi” című filmben tűnt fel, majd a „Shonan Kawaraya ne monogatariban”. 2004-ben lett a Berryz Kobo és a H.P. All Stars tagja. 2009-ben beválasztották a Guardians4-ba, mely a Shugo Chara! anime dalait énekelte. 2010-ben ő lett a szinkronhangja Himuro Ibu karakterének a Gokujou maccha motte iinchou című animében. Novemberben jelölték a Billboard Japan „Independent Artist of the Year 2010” díjára. 2012-ben szerepet kapott a Cat’s Eye című színdarabban, és a Cat’s Eye7 csapat tagja lett. 2013-ban csatlakozott a SATOYAMA unithoz, a Dia Lady-hez. 2015-ben a Berryz Kobo hiátusának kezdetével graduált a Hello! Projectből.

## Publikációk

### Fotókönyvek
1. Risako (2006 október 12, Wani Books)
2. pure+ (2007. július 20, Wani Books)
3. Ring 3 ~Ring Ring Ringg!~ (2008. február 6, Kadokawa Group Publishing)
4. Risō  (2009. november 26, Wani Books)

## Fordítás
- Ez a szócikk részben vagy egészben  a   Risako Sugaya című angol Wikipédia-szócikk fordításán alapul.  Az eredeti cikk szerkesztőit annak laptörténete sorolja fel. Ez a jelzés csupán a megfogalmazás eredetét és a szerzői jogokat jelzi, nem szolgál a cikkben szereplő információk forrásmegjelöléseként.